# جونزتاون (مسيسيبي)
جونزتاون (بالإنجليزية: Jonestown, Coahoma County, Mississippi)‏ هي بلدة تقع بولاية مسيسيبي في الولايات المتحدة. تبلغ مساحتها 1 (كم²)، وترتفع عن سطح البحر 53 م، بلغ عدد سكانها 1701 نسمة في عام 2000 حسب إحصاء مكتب تعداد الولايات المتحدة وتصل الكثافة السكانية فيها 1666.1 نسمة/كم2.

## التركيبة السكانية
حدّد مكتب تعداد الولايات المتحدة بيانات التركيبة السكانية لجونزتاون في تعداد الولايات المتحدة. في ما يلي، التركيبة السكانية حسب تعدادي 2000 و2010.

### تعداد عام 2000
بلغ عدد سكان جونزتاون 1,701 نسمة بحسب تعداد عام 2000، وبلغ عدد الأسر 491 أسرة وعدد العائلات 365 عائلة مقيمة في البلدة. في حين سجلت الكثافة السكانية 1,701 نسمة لكل كيلومتر مربع (4,405.6/ميل2). وبلغ عدد الوحدات السكنية 514 وحدة بمتوسط كثافة قدره 514 لكل كيلومتر مربع (1,331.3/ميل2).
وتوزع التركيب العرقي للبلدة بنسبة 2.59% من البيض و96.30% من الأمريكيين الأفارقة و0.06% من الأمريكيين ذوي الأصول الآسيوية و0.06% من سكان جزر المحيط الهادئ و0.24% من الأعراق الأخرى و0.76% من عرقين مختلطين أو أكثر و0.47% من الهسبانيون أو اللاتينيون من أي عرق.
بلغ عدد الأسر 491 أسرة كانت نسبة 59.5% منها لديها أطفال تحت سن الثامنة عشر تعيش معهم، وبلغت نسبة الأزواج القاطنين مع بعضهم البعض 21.2% من أصل المجموع الكلي للأسر، ونسبة 47.9% من الأسر كان لديها معيلات من الإناث دون وجود شريك،  بينما كانت نسبة 5.3% من الأسر لديها معيلون من الذكور دون وجود شريكة وكانت نسبة 25.7% من غير العائلات. تألفت نسبة 21.4% من أصل جميع الأسر من عدة أفراد يعيشون في نفس المنزل ونسبة 11% كانت تتألف من شخص يعيش بمفرده يبلغ من العمر 65 عاماً أو أكثر. وبلغ متوسط حجم الأسرة المعيشية 3.46، أما متوسط حجم العائلات فبلغ 4.05.
بلغ العمر الوسطي للسكان 21.4 عاماً. وكانت نسبة 44.4% من القاطنين تحت سن الثامنة عشر، وكانت نسبة 11.1% بين الثامنة عشر والرابعة والعشرين عاماً، ونسبة 25% كانت واقعةً في الفئة العمرية ما بين الخامسة والعشرين والرابعة والأربعين عاماً، ونسبة 11.5% كانت ما بين الخامسة والأربعين والرابعة والستين، ونسبة 7.9% كانت ضمن فئة الخامسة والستين عاماً فما فوق. يوجد لكل 100 أنثى 82.1 ذكر، ويوجد لكل 100 أنثى في الثامنة عشر من عمرها فما فوق 65.8 ذكر.
بلغ متوسط دخل الأسرة في البلدة 15,085 دولارًا، أما متوسط دخل العائلة فبلغ 15,750 دولارًا. وكان متوسط دخل الذكور 16,146 دولارًا مقابل 19,125 دولارًا للإناث. وسجل دخل الفرد الخاص بالبلدة 8,258 دولارًا. وكانت نسبة 49.6% من العائلات ونسبة 52.1% من السكان تحت خط الفقر، وكان من هؤلاء نسبة 57.7% تحت سن الثامنة عشر ونسبة 56.3% في الخامسة والستين من العمر وما فوق.

### تعداد عام 2010
بلغ عدد سكان جونزتاون 1,298 نسمة بحسب تعداد عام 2010، وبلغ عدد الأسر 422 أسرة وعدد العائلات 307 عائلة مقيمة في البلدة. في حين سجلت الكثافة السكانية 1,298 نسمة لكل كيلومتر مربع (3,361.8/ميل2). وبلغ عدد الوحدات السكنية 476 وحدة بمتوسط كثافة قدره 476 لكل كيلومتر مربع (1,232.8/ميل2).
وتوزع التركيب العرقي للبلدة بنسبة 1.69% من البيض و97.92% من الأمريكيين الأفارقة و0.08% من الأمريكيين الأصليين و0.31% من عرقين مختلطين أو أكثر و0.31% من الهسبانيون أو اللاتينيون من أي عرق.
بلغ عدد الأسر 422 أسرة كانت نسبة 46% منها لديها أطفال تحت سن الثامنة عشر تعيش معهم، وبلغت نسبة الأزواج القاطنين مع بعضهم البعض 22.7% من أصل المجموع الكلي للأسر، ونسبة 41.9% من الأسر كان لديها معيلات من الإناث دون وجود شريك،  بينما كانت نسبة 8.1% من الأسر لديها معيلون من الذكور دون وجود شريكة وكانت نسبة 27.3% من غير العائلات. تألفت نسبة 23.9% من أصل جميع الأسر من عدة أفراد يعيشون في نفس المنزل ونسبة 9% كانت تتألف من شخص يعيش بمفرده يبلغ من العمر 65 عاماً أو أكثر. وبلغ متوسط حجم الأسرة المعيشية 3.08، أما متوسط حجم العائلات فبلغ 3.65.
بلغ العمر الوسطي للسكان 27.5 عاماً. وكانت نسبة 32.5% من القاطنين تحت سن الثامنة عشر، وكانت نسبة 13.8% بين الثامنة عشر والرابعة والعشرين عاماً، ونسبة 24.3% كانت واقعةً في الفئة العمرية ما بين الخامسة والعشرين والرابعة والأربعين عاماً، ونسبة 21.3% كانت ما بين الخامسة والأربعين والرابعة والستين، ونسبة 8.1% كانت ضمن فئة الخامسة والستين عاماً فما فوق. وتوزع التركيب الجنسي للسكان بنسبة 45.5% ذكور و54.5% إناث.

## وصلات خارجية
- The US50 - Cities and Towns in Mississippi State
- Mississippi Cities and Towns, Facts, Map, Flag, Colleges, Government, and More